# Kerstin Cruickshank
Kerstin Margareta Cruickshank, född 9 februari 1913, i Göteborgs Annedals församling, Göteborg, död 23 juli 1998 i Askims församling, Göteborg, var en svensk gallerist och författare.
Kerstin Cruickshank var dotter till Frederic och Helga Cruickshank och syster till Ingeborg Hammarskjöld-Reiz och Getrud Hedberg. Familjen Cruickshank hade kommit till Sverige från Skottland och varit med och byggt upp Göteborgs Kex i Kungälv. Kerstin Cruickshank gifte sig med Herbert Felix i Znojmo 5 juni 1937. Paret skilde sig 1946. Hon gifte om sig med Wsevolod Walentinowitch Bulukin och var senare gift från 1952 med Tore Levring men skilde sig även från honom. Hon gav ut bland annat memoarboken ”Min natt- och dagbok”.
Kerstin Cruickshank är begravd på Örgryte gamla kyrkogård.